# Huohua, Guizhou
Huohua (kinesiska: 火花) är en köping i sydvästra Kina. Den ligger i det autonoma häradet Ziyun i staden Anshun i provinsen Guizhou, omkring 120 kilometer sydväst om provinshuvudstaden Guiyang. Antalet invånare är 15343. Befolkningen består av 7 439 kvinnor och 7 904 män. Barn under 15 år utgör 29,0 %, vuxna 15-64 år 60 %, och äldre över 65 år 9,0 %.